# Elecciones presidenciales de la República de China de 1972

La elección del quinto presidente y vicepresidente de la República de China se celebró en Taiwán el 21 de marzo de 1972  en Taipéi. El actual presidente Chiang Kai-shek, de 85 años, fue reelegido por los miembros de la Yuan Legislativo  para el quinto mandato con su vicepresidente Yen Chia-kan Sería la última elección ganada por Chiang Kai-shek cuando murió en el cargo en 1975.

## Resultados
| Partido         | Partido         | Candidato       | Votos | Porcentaje |
| --------------- | --------------- | --------------- | ----- | ---------- |
|                 | Kuomintang      | Chiang Kai-shek | 1,308 | 99.39%     |
| Votos inválidos | Votos inválidos | Votos inválidos | 66    | 0.61%      |
| Total           | Total           | Total           | 1,374 | 100.00%    |

- Datos: Q10843946